# Municipio de Upper Deerfield
El municipio de Upper Deerfield (en inglés: Upper Deerfield Township) es un municipio ubicado en el condado de Cumberland en el estado estadounidense de Nueva Jersey. En el año 2010 tenía una población de 7.660 habitantes y una densidad poblacional de 94,68 personas por km².

## Geografía
El municipio de Upper Deerfield se encuentra ubicado en las coordenadas 39°29′13″N 75°12′49″O / 39.48694, -75.21361.

## Demografía
Según la Oficina del Censo en 2000 los ingresos medios por hogar en el municipio eran de $47,861 y los ingresos medios por familia eran $51,472. Los hombres tenían unos ingresos medios de $37,064 frente a los $23,719 para las mujeres. La renta per cápita para la localidad era de $18,884. Alrededor del 13.7% de la población estaba por debajo del umbral de pobreza.